# Équipe de France masculine de handball au Championnat du monde 2003
Cet article relate le parcours de l'Équipe de France de handball masculin lors du Championnat du monde 2003 organisé au Portugal du 20 janvier 2003 au 2 février 2003. Il s'agit de la 10e participation de la France aux Championnats du monde dont elle est le tenant du titre.
Vainqueurs de leurs trois matchs du tour principal, les Français s’inclinent en demi-finale 22 à 23 face à l’Allemagne mais se rattrapent ensuite en dominant l’Espagne 27 à 22 dans le match pour la 3e place et remporte ainsi la médaille de bronze. Elle obtient également à cette occasion sa qualification pour les Jeux olympiques d'Athènes.

## Présentation

### Qualification
La France est directement qualifiée en tant que tenante du titre.

### Matchs de préparation
Lors des matchs de préparation débutés avec la World cup en octobre 2002, les hommes de Claude Onesta ont vaincu les meilleurs, à domicile comme à l'extérieur :
| Date            | Compétition        | Lieu                    | Équipe 1 | Score   | Équipe 2  | Référence |
| --------------- | ------------------ | ----------------------- | -------- | ------- | --------- | --------- |
| 29 octobre 2002 | World cup          | Trelleborg, Suède       | France   | 24 - 22 | Danemark  | THW Kiel  |
| 30 octobre 2002 | World cup          | Malmö, Suède            | France   | 24 - 24 | Suède     | THW Kiel  |
| 31 octobre 2002 | World cup          | Malmö, Suède            | France   | 29 - 23 | Égypte    | THW Kiel  |
| 2 novembre 2002 | World cup          | Göteborg, Suède         | France   | 25 - 23 | Russie    | THW Kiel  |
| 3 novembre 2002 | World cup          | Göteborg, Suède         | France   | 28 - 24 | Danemark  | THW Kiel  |
| 4 janvier 2003  | Nations Cup        | Belgrade RF Yougoslavie | France   | 26 - 27 | Danemark  | Handzone  |
| 5 janvier 2003  | Nations Cup        | Belgrade RF Yougoslavie | France   | 34 - 29 | Suède     | Handzone  |
| 9 janvier 2003  | Tournoi des Arènes | Metz, France            | France   | 29 - 14 | Japon     | Handzone  |
| 10 janvier 2003 | Tournoi des Arènes | Metz, France            | France   | 34 - 22 | Tunisie   | Handzone  |
| 11 janvier 2003 | Tournoi des Arènes | Metz, France            | France   | 25 - 24 | Allemagne | Handzone  |

### Effectif
Parmi les absents, Guillaume Gille a été victime d'une déchirure du tendon d'Achille en septembre 2002. De plus, Christian Gaudin, Michaël Guigou et Stéphane Plantin, qui ont participé au Tournoi des Arènes, ne sont pas retenus pour participer à la compétition.

## Résultats

### Tour préliminaire
La France évolue dans le Groupe C à Madère :
|   | Équipe          | Pts | J | G | N | P | Bp  | Bc  | Diff | Dép |
| - | --------------- | --- | - | - | - | - | --- | --- | ---- | --- |
| 1 | Croatie         | 8   | 5 | 4 | 0 | 1 | 135 | 125 | 10   | +1  |
| 2 | France          | 8   | 5 | 4 | 0 | 1 | 147 | 103 | 44   | -1  |
| 3 | Russie          | 5   | 5 | 2 | 1 | 2 | 132 | 132 | 0    | -   |
| 4 | Hongrie         | 4   | 5 | 2 | 0 | 3 | 154 | 138 | 16   | -   |
| 5 | Argentine       | 3   | 5 | 1 | 1 | 3 | 127 | 156 | -29  | -   |
| 6 | Arabie saoudite | 2   | 5 | 1 | 0 | 4 | 114 | 155 | -41  | -   |

Remarque : La Croatie, battue par l'Argentine 29-30 lors de son premier match, est classée devant la France au bénéfice de sa victoire.
| Date                | Équipe 1 | Score   | Équipe 2        | Compte-rendu  |
| ------------------- | -------- | ------- | --------------- | ------------- |
| Lundi 20 janvier    | France   | 30 – 23 | Arabie saoudite | Handzone, IHF |
| Mardi 21 janvier    | France   | 29 – 24 | Hongrie         | Handzone      |
| Jeudi 23 janvier    | France   | 35 – 18 | Argentine       | Handzone      |
| Samedi 25 janvier   | France   | 22 – 23 | Croatie         | Handzone      |
| Dimanche 26 janvier | France   | 31 – 15 | Russie          | Handzone      |

### Tour principal
La France évolue dans le Groupe IV à Espinho :
|   | Équipe   | Pts | J | G | N | P | Bp | Bc | Diff |
| - | -------- | --- | - | - | - | - | -- | -- | ---- |
| 1 | France   | 6   | 3 | 3 | 0 | 0 | 90 | 70 | 20   |
| 2 | Hongrie  | 2   | 3 | 1 | 0 | 2 | 84 | 87 | -3   |
| 3 | Slovénie | 2   | 3 | 1 | 0 | 2 | 76 | 84 | -8   |
| 4 | Suède    | 2   | 3 | 1 | 0 | 2 | 82 | 91 | -9   |

| Date                | Équipe 1 | Score   | Équipe 2 | Compte-rendu         |
| ------------------- | -------- | ------- | -------- | -------------------- |
| Mercredi 29 janvier | France   | 31 - 22 | Slovénie | Handzone             |
| Jeudi 30 janvier    | France   | 30 - 24 | Suède    | Handzone, Libération |

La France est qualifiée pour les demi-finales de la compétition.

### Phase finale
|  | Demi-finales               | Demi-finales               |                        |    | Finale                   | Finale                   |
|  | Demi-finales               | Demi-finales               |                        |    | Finale                   | Finale                   |
|  |                            |                            |                        |    |                          |                          |
|  | 1er février 2003, Lisbonne | 1er février 2003, Lisbonne |                        |    | 2 février 2003, Lisbonne | 2 février 2003, Lisbonne |
|  | 1er février 2003, Lisbonne | 1er février 2003, Lisbonne |                        |    | 2 février 2003, Lisbonne | 2 février 2003, Lisbonne |
|  | Espagne                    | 37                         |                        |    | 2 février 2003, Lisbonne | 2 février 2003, Lisbonne |
|  | Espagne                    | 37                         |                        |    | 2 février 2003, Lisbonne | 2 février 2003, Lisbonne |
|  | Croatie                    | 39a2p                      |                        |    | 2 février 2003, Lisbonne | 2 février 2003, Lisbonne |
|  | Croatie                    | 39a2p                      | Croatie                | 34 |                          |                          |
|  | 1er février 2003, Lisbonne |                            | Croatie                | 34 |                          |                          |
|  |                            | Allemagne                  | 31                     |    |                          |                          |
|  | Allemagne                  | Allemagne                  | 31                     | 23 |                          |                          |
|  | Allemagne                  |                            |                        | 23 |                          |                          |
|  | France                     | 22                         |                        |    |                          |                          |
|  | France                     | 22                         | Match pour la 3e place |    |                          |                          |
|  |                            |                            |                        |    |                          |                          |
|  | 2 février 2003, Lisbonne   |                            |                        |    |                          |                          |
|  |                            |                            |                        |    |                          |                          |
|  | France                     | 27                         |                        |    |                          |                          |
|  | France                     | 27                         |                        |    |                          |                          |
|  | Espagne                    | 22                         |                        |    |                          |                          |
|  | Espagne                    | 22                         |                        |    |                          |                          |

#### Demi-finale
Après un début de match très serré (6-6, 18e minute), les Allemands prennent une avance de 4 buts à la 25e minute (11-7). À la suite d'un temps mort d'Onesta et de l'entrée d'Omeyer dans les buts, les Bleus se reprennent et reviennent à un but à la mi-temps (11-10). Si Henning Fritz réalise une très grosse partie (21 arrêts au total), l'Allemagne ne parvient plus à marquer et la France prend une avance de 4 buts (12-16, 44e minute), soit un 9-1 pour les Français. Mais une exclusion temporaire de Jackson Richardson permet aux Allemands de revenir à égalité en un rien de temps (16-16, 48e minute). La fin de match très serrée mais les Allemands reprenne l'avantage au score (19-18, 52e minute) pour ne plus le lâcher et finalement s'imposer 23 à 22.
| 1er février 2003 15h00 | Allemagne     | 23 – 22               | France            | Pavilhão Atlântico, Lisbonne Affluence : 7 000 Arbitrage : Dolejš, Kohout |
| 1er février 2003 15h00 | Pascal Hens 6 | (11 – 10)             | Narcisse, Cazal 6 | Pavilhão Atlântico, Lisbonne Affluence : 7 000 Arbitrage : Dolejš, Kohout |
| 1er février 2003 15h00 | ×8 ×1         | Handzone.net THW Kiel | ×6                | Pavilhão Atlântico, Lisbonne Affluence : 7 000 Arbitrage : Dolejš, Kohout |

| Allemagne                 |                       |                   |                                                     |
|                           |                       |                   |                                                     |
| Gardiens de but           |                       |                   |                                                     |
| 1                         | Henning Fritz         | 21 arrêts, 1-60e  |                                                     |
| 12                        | Christian Ramota      | NR                |                                                     |
| Joueurs                   |                       |                   |                                                     |
| 2                         | Pascal Hens           | 6                 |                                                     |
| 4                         | Mark Dragunski        | 1                 | Suspension · Suspension · Suspension · Carton rouge |
| 5                         | Stefan Kretzschmar 6e | 1                 | Suspension                                          |
| 7                         | Jan-Olaf Immel        | NR                |                                                     |
| 8                         | Christian Schwarzer   | 5                 | Suspension · Suspension                             |
| 9                         | Klaus-Dieter Petersen | 0                 | Suspension                                          |
| 10                        | Steffen Weber         | NR                |                                                     |
| 11                        | Volker Zerbe 15e      | 1                 | Suspension                                          |
| 13                        | Markus Baur           | 3 (dont 2/2 pen.) |                                                     |
| 14                        | Christian Zeitz       | 3                 |                                                     |
| 17                        | Heiko Grimm           | 0                 |                                                     |
| 19                        | Florian Kehrmann      | 3                 |                                                     |
| Entraîneur : Heiner Brand |                       |                   |                                                     |

| France                     |                        |                   |                         |
|                            |                        |                   |                         |
| Gardiens de but            |                        |                   |                         |
| 12                         | Bruno Martini          | 1-25e, 50-60e     |                         |
| 16                         | Thierry Omeyer         | 25-50e            |                         |
| Joueurs                    |                        |                   |                         |
| 2                          | Jérôme Fernandez       | 3                 | Suspension              |
| 3                          | Didier Dinart          | 0                 |                         |
| 4                          | Cédric Burdet          | 0                 | Suspension              |
| 6                          | Bertrand Gille         | 1/7               | Suspension · Suspension |
| 7                          | Christophe Kempé       | 2                 |                         |
| 8                          | Daniel Narcisse        | 6                 |                         |
| 9                          | Grégory Anquetil       | 0                 |                         |
| 11                         | Olivier Girault        | 1                 |                         |
| 15                         | François-Xavier Houlet | 0 (dont 0/1 pen.) |                         |
| 17                         | Jackson Richardson     | 3                 | Suspension              |
| 18                         | Joël Abati             | 0                 | Suspension              |
| 19                         | Patrick Cazal          | 6                 |                         |
| Entraîneur : Claude Onesta |                        |                   |                         |

#### Match pour la3eplace
| 1er février 2003 14h30 | France            | 27 – 22                             | Espagne                 | Pavilhão Atlântico, Lisbonne Arbitrage : Antonio Goulao, José Macau |
| 1er février 2003 14h30 | Daniel Narcisse 7 | (16 – 11)                           | Antonio Carlos Ortega 7 | Pavilhão Atlântico, Lisbonne Arbitrage : Antonio Goulao, José Macau |
| 1er février 2003 14h30 | ×3 ×4             | Handzone IHF officielle Hand Action | ×3                      | Pavilhão Atlântico, Lisbonne Arbitrage : Antonio Goulao, José Macau |

| France                     |                        |                   |                                        |
|                            |                        |                   |                                        |
| Gardiens de but            |                        |                   |                                        |
| 12                         | Bruno Martini          | 60', 15 arrêts    |                                        |
| 16                         | Thierry Omeyer         | -                 |                                        |
| Joueurs                    |                        |                   |                                        |
| 2                          | Jérôme Fernandez       |                   |                                        |
| 3                          | Didier Dinart          |                   |                                        |
| 4                          | Cédric Burdet          | 1                 | Suspension                             |
| 6                          | Bertrand Gille         | 3                 | Carton jaune · Suspension · Suspension |
| 7                          | Christophe Kempé       |                   |                                        |
| 8                          | Daniel Narcisse        | 7                 |                                        |
| 9                          | Grégory Anquetil       | 2                 |                                        |
| 10                         | Andrej Golić           | 2                 |                                        |
| 15                         | François-Xavier Houlet | 2 (dont 2/2 pen.) |                                        |
| 17                         | Jackson Richardson     | 2                 |                                        |
| 18                         | Joël Abati             | 4                 | Carton jaune · Suspension              |
| 19                         | Patrick Cazal          | 4                 | Carton jaune                           |
| Entraîneur : Claude Onesta |                        |                   |                                        |

| Espagne                    |                       |                 |                           |
|                            |                       |                 |                           |
| Gardiens de but            |                       |                 |                           |
| 1                          | José Javier Hombrados | 60', 20 arrêts  |                           |
| 16                         | David Barrufet        |                 |                           |
| Joueurs                    |                       |                 |                           |
| 2                          | Juanín García         |                 |                           |
| 3                          | Carlos Prieto         |                 | Carton jaune · Suspension |
| 5                          | Enric Masip           | 1               | Carton jaune              |
| 6                          | Xavier O'Callaghan    |                 |                           |
| 9                          | Mateo Garralda        |                 | Carton jaune              |
| 10                         | Talant Dujshebaev     | 5               |                           |
| 11                         | Mariano Ortega        |                 |                           |
| 13                         | Fernando Hernández    | 3               | Suspension · Suspension   |
| 15                         | Manuel Colón          | 2               |                           |
| 17                         | Alberto Entrerríos    | 4               |                           |
| 18                         | Iker Romero           |                 |                           |
| 20                         | Antonio Carlos Ortega | 7 (dont 1 pen.) |                           |
| Entraîneur : César Argilés |                       |                 |                           |

## Statistiques et récompenses

### Équipe-type
Un seul joueur de l'équipe de France est élu dans l'équipe-type de la compétition : Patrick Cazal, au poste d'arrière droit.

### Statistiques des joueurs
Aucun joueur n’apparaît parmi les 10 meilleurs buteurs. Les statistiques individuelles sont :
| Joueur                 | Premier tour | Premier tour | Premier tour | Premier tour | Premier tour | 2e tour   | 2e tour   | Phase finale | Phase finale | Bilan     | Bilan  | Bilan | Bilan |
| Joueur                 |              |              |              |              |              |           |           |              |              | Buts/Tirs | %      | MJ    | Moy.  |
| ---------------------- | ------------ | ------------ | ------------ | ------------ | ------------ | --------- | --------- | ------------ | ------------ | --------- | ------ | ----- | ----- |
| Daniel Narcisse        | 5/8          | 6/11         | 2/2          | 3/7          | 4/6          | 7/9       | 0/4       | 6/13         | 7/14         | 40 / 74   | 54,1 % | 9     | 4,4   |
| Patrick Cazal          | 7/12         | 6/13         | 3/7          | 2/4          | 3/5          | 3/4       | 4/10      | 6/12         | 4/8          | 38 / 75   | 50,7 % | 9     | 4,2   |
| Bertrand Gille         | 1/1          | 3/3          | 5/6          | 3/5          | 4/4          | 3/6       | 6/9       | 1/6          | 3/7          | 29 / 47   | 61,7 % | 9     | 3,2   |
| Grégory Anquetil       | 2/4          | 3/6          | 4/5          | 2/3          | 5/5          | 1/4       | 2/3       | 0/2          | 2/2          | 21 / 34   | 61,8 % | 9     | 2,3   |
| Jérôme Fernandez       | 2/6          | 1/7          | 2/3          | 1/6 (1/1)    | 2/4          | 6/6       | 3/5       | 3/6          | 0/4          | 20 / 47   | 42,6 % | 9     | 2,2   |
| François-Xavier Houlet | 1/3 (1/1)    | 1/1          | 5/6 (2/3)    | 0/1          | 4/6 (2/3)    | 1/1 (1/1) | 5/6 (4/5) | 0/1 (0/1)    | 2/2 (2/2)    | 19 / 27   | 70,4 % | 9     | 2,1   |
| Cédric Burdet          | 2/2          | 2/3          | 7/8          | 0/2          | 2/3          | 3/5       | 2/6       | 0/1          | 1/1          | 19 / 31   | 61,3 % | 9     | 2,1   |
| Joël Abati             | 1/1 (1/1)    | 1/2          | NR           | 2/3 (1/1)    | 4/8 (1/2)    | 2/2       | 3/3       | 0            | 4/6          | 17 / 25   | 68 %   | 8     | 2,1   |
| Andrej Golić           | 4/6 (1/2)    | NR           | 2/3          | 6/10 (0/1)   | 2/5 (0/1)    | NR        | NR        | NR           | 2/7          | 16 / 31   | 51,6 % | 5     | 3,2   |
| Jackson Richardson     | 1/1          | 1/4          | 0/1          | 3/4          | 1/1          | 2/3       | 1/2       | 3/4          | 2/3          | 14 / 23   | 60,9 % | 9     | 1,6   |
| Olivier Girault        | NR           | 5/6 (1/1)    | 3/5 (1/2)    | NR           | NR           | 2/5       | 3/4       | 1/4          | NR           | 14 / 24   | 58,3 % | 5     | 2,8   |
| Christophe Kempé       | 3/3          | 0/1          | 2/3          | 0            | 0            | 1/1       | 1/1       | 2/3          | 0            | 9 / 12    | 75 %   | 9     | 1     |
| Didier Dinart          | 1/1          | 0            | 0            | 0            | 0            | 0         | 0/1       | 0            | 0            | 1 / 2     | 50 %   | 9     | 0,1   |
| Total                  | 30/48        | 29/57        | 35/49        | 22/45        | 31/47        | 31/46     | 30/54     | 22/52        | 27/54        | 257 / 452 | 56,9 % | 9     | 28,6  |

NR : non retenu pour le match (seulement 14 joueurs sur la feuille de match, 12 joueurs de champ et 2 gardiens de buts)
Nikola Karabatic (joker) n'a donc participé à aucun match.

### Statistiques des gardiens de buts
Aucun joueur n’apparaît parmi les 10 meilleurs gardiens au nombre d'arrêts mais Thierry Omeyer possède le meilleur pourcentage d'arrêts sur les 35 premiers gardiens avec 48,1% d'arrêts.
| Joueur         | Premier tour | Premier tour | Premier tour | Premier tour | Premier tour | 2e tour    | 2e tour | Phase finale | Phase finale | Bilan       | Bilan  | Bilan | Bilan |
| -------------- | ------------ | ------------ | ------------ | ------------ | ------------ | ---------- | ------- | ------------ | ------------ | ----------- | ------ | ----- | ----- |
| Joueur         |              |              |              |              |              |            |         |              |              | Arrêts/Tirs | %      | MJ    | Moy.  |
| Bruno Martini  | 7/17         | 8/27 (0/1)   | 0/0          | 6/28 (0/2)   | 0/1 (0/1)    | 9/20 (1/1) | 14/40   | 7/16         | 14/39        | 65 / 188    | 34,6 % | 9     | 7,2   |
| Thierry Omeyer | 9/11 (1/2)   | 2/7          | 20/38 (1/5)  | 3/4          | 19/33 (1/3)  | 4/14       | 0/1     | 8/16         | 0/0          | 65 / 135    | 48,1 % | 9     | 7,2   |
| Total          | 16/39        | 10/34        | 20/38        | 9/32         | 19/34        | 13/34      | 14/41   | 15/32        | 14/39        | 130/323     | 40,2 % | 9     | 14,4  |

Yohann Ploquin (joker) n'a donc participé à aucun match.